# 苏丹修道院
苏丹修道院 (Monastery of the Sultan；阿拉伯语：‎，羅馬化：Deir Al-Sultan)是一个修道院，位于耶路撒冷圣墓教堂的屋顶，有通往教堂的入口。面积1800平方米。
苏丹修道院已有250年历史，是当地受到各种基督教派别争夺的圣地之一，它们之间达成的维持现状的谅解适用于该地点。